# Traum durch die Dämmerung

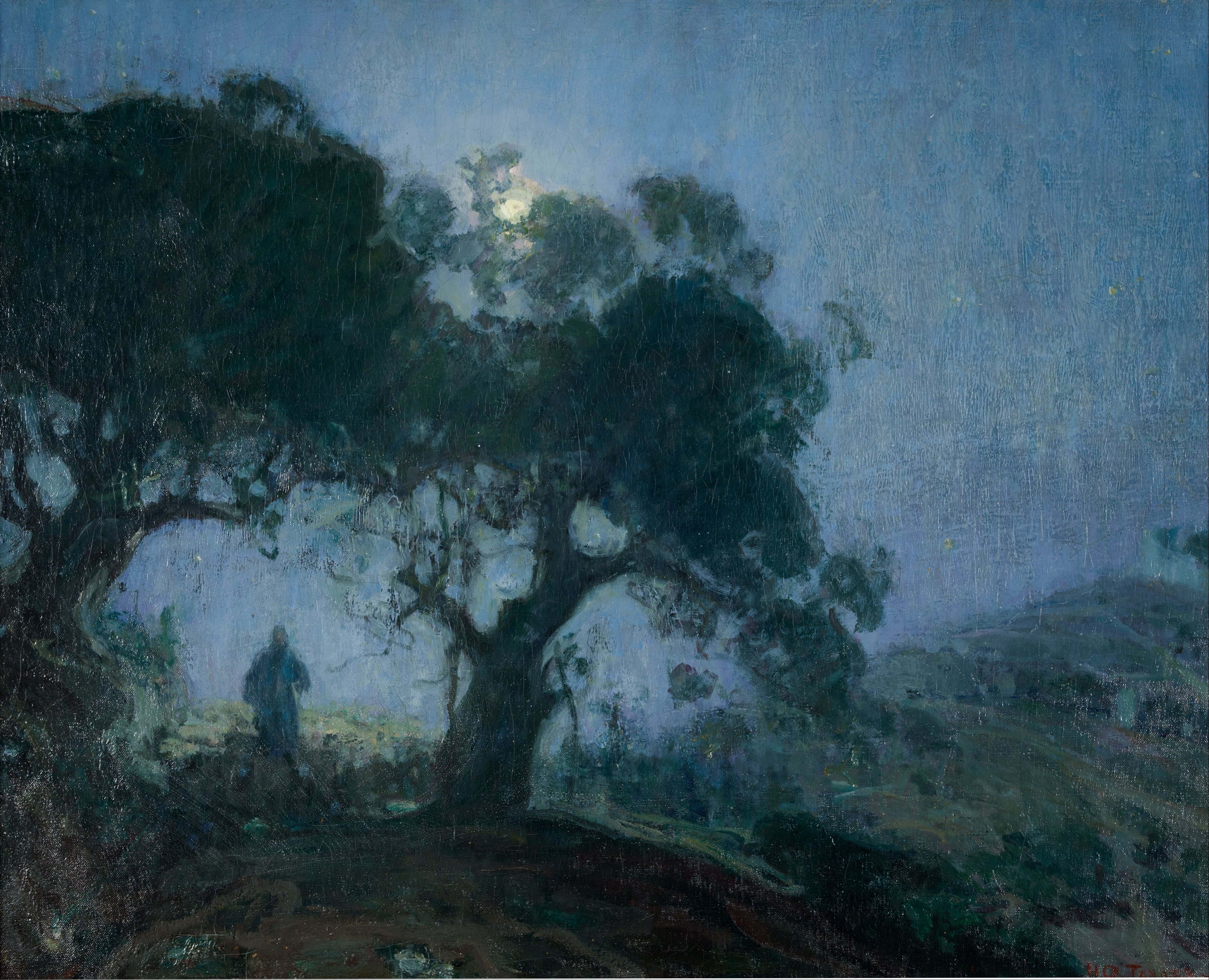
Das Lied auf ein Liebesgedicht von Bierbaum beschreibt eine Dämmerung, wie sie ähnlich in einem zeitgenössischen Gemälde von Henry Ossawa Tanner eingefangen wurde, 1902

Traum durch die Dämmerung ist ein Gedicht von Otto Julius Bierbaum, das Richard Strauss vertonte, sein Lied op. 29/1. Es beginnt Weite Wiesen im Dämmergrau. Es ist das erste einer Reihe von drei Liedern auf Liebesgedichte von Bierbaum. Strauss komponierte sie 1895 in München und widmete sie Eugen Gura. Die Lieder sind für mittlere Stimme und Klavier gesetzt und wurden von Universal Edition als 3 Lieder mit Klavierbegleitung veröffentlicht.

## Gedicht
Traum durch die Dämmerung erschien zuerst 1892 in Berlin in einer Sammlung Erlebte Gedichte von Bierbaum, die im Verlag von Wilhelm Issleib erschien. Bierbaum widmete die 217 Seiten umfassende Sammlung, die Traum durch die Dämmerung auf Seite 130 enthält, Detlev von Liliencron, wie er in seinem gedruckten Vorwort ausführt. Eine zweite Ausgabe erschien ein Jahr später.
Traum durch die Dämmerung
Weite Wiesen im Dämmergrau;

Otto Julius Bierbaum, Zeichnung, 1897

Die Sonne verglomm, die Sterne ziehn;

Nun geh’ ich hin zu der schönsten Frau,

Weit über Wiesen im Dämmergrau,

Tief in den Busch von Jasmin.

Durch Dämmergrau in der Liebe Land;

Ich gehe nicht schnell, ich eile nicht;

Mich zieht ein weiches, sammtenes Band

Durch Dämmergrau in der Liebe Land,

In ein blaues, mildes Licht.

## Komposition und Veröffentlichung
Strauss komponierte Traum durch die Dämmerung, zusammen mit den beiden anderen Liedern von op. 29, im Sommer 1895, ein Jahr nachdem er Pauline de Ahna geheiratet hatte und sich in München, seiner Geburtsstadt, niedergelassen hatte.
Als Kapellmeister an der Münchner Hofoper suchte er einen Librettisten für ein mögliches Opernprojekt und nahm Kontakt mit Bierbaum auf. Zwar resultierte daraus keine Oper, doch gefielen Strauss seine Gedichte, und er vertonte einige von ihnen, darunter die drei von op. 29, die er alle am 7. Juni komponierte. Traum durch die Dämmerung wurde gefolgt von Schlagende Herzen und Nachtgang.
| No. | Titel                     | Incipit                                 |
| --- | ------------------------- | --------------------------------------- |
| 1   | Traum durch die Dämmerung | Weite Wiesen im Dämmergrau              |
| 2   | Schlagende Herzen         | Über Wiesen und Felder ein Knabe ging   |
| 3   | Nachtgang                 | Wir gingen durch die stille milde Nacht |

Angeblich schrieb Strauss Traum durch die Dämmerung  in den nur zwanzig Minuten, die seine Frau ihm vor einer Besorgung gewährte. Er setzte die drei Lieder für mittlere Stimme und Klavier und widmete sie Eugen Gura, einem führenden Bariton der Bayerischen Hofoper. Eine Aufführung dauert ungefähr drei Minuten.
Die Lieder wurden zuerst in München von Joseph Aibl veröffentlicht, später von Universal Edition, auch in Transpositionen für hohe und tiefe Stimme sowie in einer Orchesterfassung von Robert Heger. Strauss zitierte die Musik, wie auch andere Frühwerke, im fünften Abschnitt seiner Tondichtung Ein Heldenleben, op. 40, die autobiographische Elemente enthält.

## Noten
- 3 Lieder, Op. 29 (Strauss, Richard), free scores at the International Music Score Library Project